# Kurt Gillmann

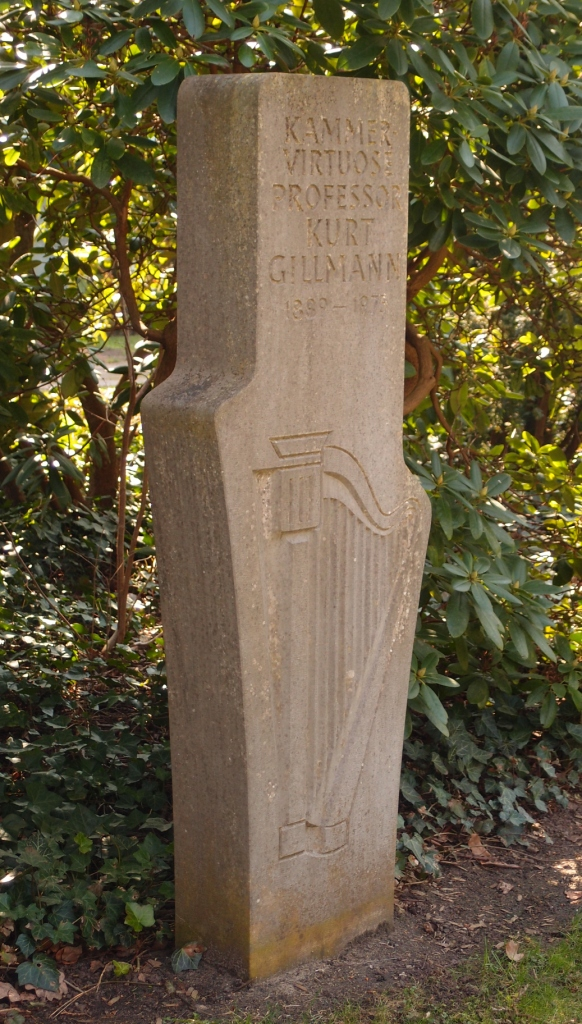
Grab von Kurt Gillmann auf dem Engesohder Friedhof in Hannover

Kurt Gillmann (* 22. November 1889 in Wannsee; † 21. März 1975 in Hannover) war ein deutscher Harfenist und Komponist.

## Leben
Kurt Gillmann studierte Harfe ab dem 15. Lebensjahr in Hannover. 1912 wurde er als erster Harfenist an das Staatstheater Schwerin engagiert, wo er bis 1917 tätig war. In dieser Zeit wurden auch seine ersten Kompositionen aufgeführt. Arthur Nikisch empfahl ihn als ersten Harfenisten an das Opernhaus Hannover, wo er bis 1943 tätig war. Er gehörte außerdem zur Harfenbesetzung der Bayreuther Festspiele. 1938 wurde ihm der Titel Kammervirtuose verliehen.
Während des Zweiten Weltkrieges verbrannte Gillmanns gesamtes kompositorisches Schaffen bis dahin. Auch seine Bühnenwerke, die in der Bühnenvertriebsstelle der Sikorski Musikverlage verlegt waren, verbrannten vollständig. Das Konservatorium in Schwerin übertrug ihm die musikalische Leitung der Opernklasse bis 1947. Danach kehrte Gillmann nach Hannover zurück.
1950 berief Werner Egk ihn zum Dozenten der Harfenklasse an die Hochschule für Musik Berlin-Charlottenburg, wo er 1956 zum Professor ernannt wurde. 1959 beendete Gillmann den Lehrauftrag und widmete sich in Hannover nunmehr nur noch der Komposition und der Rekonstruktion seiner verloren gegangenen Werke.
1964 erblindete Kurt Gillmann und konnte seiner Tätigkeit nicht mehr nachgehen. Er starb 1975 nach langer Krankheit.